# The New Dominion
The New Dominion ist eine niederländische Melodic-Death-Metal-Band aus Tilburg, die im Jahr 2006 gegründet wurde.

## Geschichte
Die Band wurde im März 2006 von dem Schlagzeuger Yuma van Eekelen, dem Gitarristen Tom Adams, dem Sänger Bart Schoorl und dem Bassisten Marc van Stiphout gegründet. Nach einer sechsmonatigen Suche kam Michiel Oskam als zweiter Gitarrist zur Band. Nachdem die Band die ersten Lieder entwickelt hatte, veröffentlichte sie im März 2007 die EP …and Black Gleams the Eye. Es folgten diverse Live-Auftritte und spielte dabei zusammen mit Bands wie Six Feet Under, Belphegor, Nile und Behemoth, bis die Band im Mai 2008 einen Vertrag bei Neurotic Records unterzeichnete. Im Jahr 2009 erschien bei diesem Label das Debütalbum …and Kindling Deadly Slumber. Der Veröffentlichung folgte eine Europatournee zusammen mit Pestilence und Vreid. Danach schloss sich eine einjährige Pause an, damit sich die Bandmitglieder diversen Soloprojekten widmen konnten. Anfang 2010 begannen sie dann mit dem Schreiben von neuem Material. In den Folgejahren verließ Marc van Stiphout die Band.

## Stil
Die Band spielt Melodic Death Metal, wobei der Gesang zwischen klarem und gutturalem Gesang wechselt. Teilweise sind auch Einflüsse aus dem Thrash Metal hörbar.

## Diskografie
- 2007: …and Black Gleams the Eye (EP, Eigenveröffentlichung)
- 2009: …and Kindling Deadly Slumber (Album, Neurotic Records)